# Domenico Giambonini
Domenico Giambonini (Lugano, 11 novembre 1868 – Bellinzona, 8 agosto 1956) è stato un tiratore a segno svizzero, prima medaglia ticinese alle Olimpiadi.

## Biografia
Giambonini proveniva da Gandria ed apparteneva ad una famiglia di armaioli; suo zio Secondo Verda era stato armaiolo del II battaglione dei Bersaglieri Lombardi. Come scrive il giornalista Tarcisio Bullo “era predestinato a questa disciplina sportiva”. Ben presto, quale iscritto alla società Carabinieri di Bellinzona, emerse come tiratore di punta all'arma lunga ed alla pistola.
Il suo primo impegno internazionale fu nel 1882. All'epoca, appena quattordicenne, fu iscritto dallo zio (che lo accompagnò e gli fece da garante per la partecipazione) ad un torneo di tiro popolare organizzato a Verona, al quale potevano partecipare gli aderenti all'associazione di tiro al bersaglio del luogo.
In quell'occasione il ragazzo chiese di poter sparare con cartucce da lui fuse e confezionate, provocando lo stupore dei presenti, che si trasformò in ammirazione quando lo videro mirare in piedi con un vecchio fucile italiano Vetterli-Vitali Mod. 1870/87. In tali condizioni ottenne un risultato degno di un tiratore esperto e, terminata la gara, si vide consegnare una medaglia d'argento, primo riconoscimento di una lunga carriera sportiva durata 70 anni.
Nel 1895, a Lugano, Giambonini divenne campione internazionale a 300 m con il fucile militare nelle tre posizioni; ottenne poi il titolo di maestro tiratore ticinese alla pistola nel 1906 a Chiasso, quello di maestro tiratore internazionale alla pistola a Roma nel 1907 (dove vinse con la pistola d'ordinanza), quello di maestro tiratore ticinese al fucile a Locarno nel 1909 e, infine, quello di maestro tiratore federale al fucile a Berna nel 1910.
Divenne il primo tiratore ticinese a far parte della nazionale, per la quale partecipò all'arma libera al campionato del mondo, nel 1912 a Biarritz, allora in qualità di riserva. Nello stesso anno vinse con 60 cartoni su 60 colpi a Bayonne, con un fucile francese Lebel; poco dopo si affermò nel tiro cantonale a Bellinzona, dove vinse pure il Concorso Pietro Chiesa, indetto dall'omonimo mecenate, il quale lo gratificò di una pistola con dedica.
Ancora quale componente della squadra nazionale svizzera venne impegnato a Viborg nel 1914, ad Anversa nel 1920 e a Lione nel 1921. Durante l'olimpiade belga si aggiudicò la prima medaglia olimpica ticinese, conquistata all'età di 52 anni. Oggi quella medaglia di bronzo, vinta nel tiro rapido con la pistola a squadre a 30 m, è conservata fra i tesori esposti nel Museo Svizzero dei Tiratori a Berna; ha un diametro di 60 mm e pesa 80 g.
Incredibilmente però quest'impresa fu dimenticata e sepolta dal Comitato Olimpico Internazionale e persino da quello svizzero, che al nome di Giambonini e dei suoi compagni d'arme Gustave Amoudroz, Hans Egli e Joseph Jehle - che avevano davvero preso parte alla gara - sostituirono quelli di Fritz Kuchen, Willy Schneider, Caspar Widmer e August Wiederkehr.
Un errore clamoroso, spiegabile unicamente col fatto che le Olimpiadi di Anversa, le prime dopo la Grande Guerra, furono disputate in condizioni molto difficili e con un'organizzazione piuttosto approssimativa. In più, il rapporto ufficiale dei Giochi del 1920 andò perso e quello oggi custodito nella biblioteca del CIO è solo una versione ufficiosa e ricca di lacune.
Solo nel 2004 il CIO approvò la modifica delle classifiche ristabilendo la verità storica, dopo vari interventi presso il comitato olimpico svizzero del giornalista Tarcisio Bullo, che portò le prove dell'errore commesso a suo tempo.
Un atto dovuto per un tiratore che, anche dopo l'alloro olimpico, continuò a conseguire risultati di grande significato sportivo: nel 1921 si laureò campione internazionale alla pistola e nel 1922 a Soletta venne proclamato incontrista internazionale (matcheur internationale) alle due distanze, con fucile e pistola.
Nel 1936, infine, ottenne lo straordinario punteggio di 568, con la pistola libera, in occasione del tiro cantonale ticinese a Bellinzona. Tale risultato, tolti i 12 punti di abbuono (era già veterano), era di 9 punti superiore a quello che allora era il primato mondiale, detenuto dallo svedese Ullman.
Giambonini fu anche un eccellente istruttore ed un autorevole dirigente: dal 1918 al 1940 rivestì la carica di vicepresidente della federazione cantonale di tiro (FTST), di cui rimase ascoltato ed apprezzato componente del Comitato direttivo fino al 1950.